# Rainer Zobel
Rainer Zobel (ur. 3 listopada 1948 we Wrestedcie) – niemiecki piłkarz grający na pozycji pomocnika, trener.

## Kariera piłkarska

### Wczesna kariera
Rainer Zobel karierę piłkarską rozpoczął w juniorach TSV Wrestedt-Stederdorf, następnie reprezentował barwy juniorów: Teutonii Uelzen, VfL Bad Zwischenahn (1954–1958) oraz SC Uelzen 09 (1958–1968).
Następnie rozpoczął profesjonalną karierę w występującym w Bundeslidze Hannoverze 96. Debiut zaliczył 17 sierpnia 1968 roku w przegranym 2:3 wyjazdowym meczu inauguracyjnej kolejki sezonu 1968/1969 z Werderem Brema, natomiast swojego pierwszego gola w Bundeslidze zdobył 30 października 1968 roku, w 84. minucie przegranego 1:2 meczu wyjazdowego z Herthą Berlin w ramach 12. kolejki. Rozegrał także 5 meczów w Pucharze Niemiec oraz 6 meczów w Pucharze Miast Targowych. Z klubu odszedł w trakcie sezonu 1969/1970.

### Bayern Moanchium
Następnym klubem w karierze Zobela był naszpikowany gwiazdami Bayern Monachium, w którym grał do końca sezonu 1975/1976. W tym czasie był nazywany tzw. „niszczycielem pomocy” oraz odnosił największe sukcesy w karierze piłkarskiej: trzykrotne z rzędu mistrzostwo Niemiec (1972–1974), wicemistrzostwo Niemiec (1971), 3. miejsce Bundeslidze (1976), Puchar Niemiec 1970/1971 po wygranej w finale 2:1 po dogrywce FC Köln rozegranym 19 czerwca 1971 roku na Neckarstadion w Stuttgarcie oraz trzykrotnie z rzędu Puchar Europy (1974–1976). Swój ostatni mecz w Bundeslidze rozegrał 12 czerwca 1976 roku w wygranym 7:4 meczu domowym z Herthą Berlin w ramach ostatniej kolejki sezonu 1975/1976.
Łącznie w Bawarczykach rozegrał 256 meczów, w których zdobył 24 gole (180 meczów/19 goli w Bundeslidze, 32 mecze/3 gole w Pucharze Niemiec, 5 meczów w Pucharze Ligi Niemieckiej, 23 mecze/2 gole w Pucharze Europy, 8 meczów w Pucharze UEFA, 7 meczów w Pucharze Zdobywców Pucharów, 1 mecz Superpucharze Europy).

### Koniec kariery
W sezonie 1976/1977 reprezentował barwy Lüneburger SK, po czym zakończył piłkarską karierę.
Łącznie w Bundeslidze rozegrał 246 meczów, w których zdobył 23 gole.

## Kariera reprezentacyjna
Rainer Zobel w 1967 roku w reprezentacji RFN U-18 rozegrał 7 meczów. Debiut zaliczył 14 lutego 1967 roku w Mönchengladbach w przegranym 0:1 meczu towarzyskim z reprezentacją Anglii U-18, natomiast ostatni mecz rozegrał podczas mistrzostw Europy U-18 1967 w Stambule – ostatnim meczu fazy grupowej w Grupie B w wygranym 3:1 meczu z reprezentacją Węgier U-18, a reprezentacja RFN U-18 zakończyła turniej w fazie grupowej, zajmując z 4 punktami 3. miejsce w Grupie B.
W latach 1967–1970 rozegrał 18 meczów w amatorskiej reprezentacji RFN. Debiut zaliczył 20 września 1967 roku w Ratyzbonie w bezbramkowo zremisowanym meczu towarzyskim z amatorską reprezentacją Austrii, natomiast ostatni mecz rozegrał 25 marca 1970 roku w Meppen w zremisowanym 1:1 meczu towarzyskim z amatorską reprezentacją Holandii.
14 listopada 1972 roku w Winterthurze wraz z Ottmarem Hitzfeldem rozegrał swój jedyny mecz w reprezentacji RFN B w wygranym 3:1 meczu towarzyskim reprezentacją Szwajcarii B (jedną z bramek zdobył Ottmar Hitzfeld).

## Kariera trenerska
Rainer Zobel po zakończeniu kariery piłkarskiej rozpoczął karierę trenerską. W latach 1982–1985 trenował Teutonię Uelzen, a w latach 1985–1987 był trenerem Lüneburger SK. W latach 1987–1990 był asystentem trenera Uwe Reindersa w Eintrachcie Brunszwik. W latach 1990–1992 trenował Stuttgarter Kickers, z którym w sezonie 1990/1991 po wygranej rywalizacji w barażach z FC St. Pauli (1:1, 1:1, 1:3) i awansował do Bundesligi, jednak w sezonie 1991/1992 zajął 17. miejsce i tym samym spadł do 2. Bundesligi, po czym odszedł z klubu. Następnie w latach 1992–1993 trenował FC Kaiserslautern, a następnie od 21. kolejki do końca sezonu 1993/1994 trenował FC Nürnberg, z którym spadł do 2. Bundesligi. Następnym klubem w karierze Zobela był występujący w Regionallidze północno-wschodniej Tennis Borussia Berlin, którego trenował w latach 1995–1996 oraz był bliski awansu do 2. Bundesligi w sezonie 1995/1996 jednak w decydującej rywalizacji przegrał z VfB Oldenburg (1:1, 1:2 p.d.).
Następnym klubem w karierze trenerskiej Zobela był egipski Al-Ahly Kair, którego trenował w latach 1997–2000 oraz z którym zdobył trzykrotne z rzędu mistrzostwo Egiptu (1998–2000). 27 września 2000 roku ponownie został trenerem Stuttgarter Kickers, którego trenował do 2001 roku. Następnie klubami w karierze trenerskiej Zobela były kluby w Zjednoczonych Emiratach Arabskich, w Egipcie oraz w Iranie: emiracki SC Baniyas (2002), egipski Al-Ittihad Aleksandria (2002–2003), irański Persepolis Teheran (2004–2005), emiracki Nadi asz-Szarika (2006) oraz egipski ENPPI Kair (2006–2007).
W czerwcu 2008 roku został trenerem gruzińskiego Dinama Tbilisi, jednak w sierpniu 2008 roku w wyniku działań wojennych w Osetii Południowej zmuszony był wraz z innymi zagranicznymi zawodnikami do ucieczki z Gruzji i tym samym Zobel wrócił do Brunszwiku. Następnie od 16 lipca 2009 roku do 28 listopada 2010 roku trenował południowoafrykańską Morokę Swallows.
9 września 2012 roku został trenerem mołdawskiego Milsami Orgiejów, którym był do 2013 roku, a w latach 2013–2015 trenował egipską FC El Gounę. Następnie w marcu 2016 roku podpisał kontrakt na sezon 2016/2017 z występującym w Kreislidze okręgu Brunszwik FC Wendenem, z którym awansował do Bezirksligi. 28 grudnia 2017 roku został zatrudniony w występującym w rozgrywkach Regionallidze Lüneburgu SK Hansa, gdzie najpierw w latach 2017–2019 był trenerem, a od 3 lipca 2019 roku jest kierownikiem drużyny.

## Statystyki

### Reprezentacyjne
| Reprezentacja | Rok     | Mecze | Gole |
| ------------- | ------- | ----- | ---- |
| RFN B         | 1972    | 1     | 0    |
| Łącznie       | Łącznie | 1     | 0    |

| Mecze i gole w reprezentacji | Mecze i gole w reprezentacji | Mecze i gole w reprezentacji | Mecze i gole w reprezentacji | Mecze i gole w reprezentacji | Mecze i gole w reprezentacji | Mecze i gole w reprezentacji |
| Lp.                          | Data                         | Miasto                       | Przeciwnik                   | Wynik                        | Rozgrywki                    |                              |
| ---------------------------- | ---------------------------- | ---------------------------- | ---------------------------- | ---------------------------- | ---------------------------- | ---------------------------- |
| 1.                           | 14.11.1972                   | Winterthur                   | Szwajcaria B                 | 3:1                          | Mecz towarzyski              |                              |

## Sukcesy

### Zawodnicze
Bayern Monachium
- Mistrzostwo Niemiec: 1972, 1973, 1974
- Wicemistrzostwo Niemiec: 1971
- 3. miejsce Bundeslidze: 1976
- Puchar Niemiec: 1971
- Puchar Europy: 1974, 1975, 1976

### Trenerskie
Stuttgarter Kickers
- Awans do Bundesligi: 1991

Al-Ahly Kair
- Mistrzostwo Egiptu: 1998, 1999, 2000

FC Wenden
- Awans do Bezirksligi: 2017